# Warrenaria
Warrenaria là một chi bướm đêm thuộc họ Geometridae. Các loài trong chi này là loài gây hại của cây Nothofagus pumilio, phát triển phổ biến ở Chile.